# Everyone Loves You... Once You Leave Them
Everyone Loves You... Once You Leave Them è il settimo album in studio del gruppo musicale australiano The Amity Affliction, pubblicato nel 2020.

## Tracce
1. Coffin – 1:55
2. All My Friends Are Dead – 3:47
3. Soak Me in Bleach – 3:45
4. All I Do Is Sink – 3:34
5. Baltimore Rain – 3:27
6. Aloneliness – 2:44
7. Forever – 3:10
8. Just Like Me – 3:37
9. Born to Lose – 3:25
10. Fever Dream – 3:21
11. Catatonia – 3:36

## Formazione
- Joel Birch – voce
- Ahren Stringer – voce, basso
- Dan Brown – chitarra, cori
- Joe Longobardi – batteria, percussioni